# John Hainsworth
John Hainsworth (* 20. Jahrhundert) ist ein britischer Schauspieler.

## Leben
Der Engländer Hainsworth (nach anderen Angaben US-Amerikaner) gab sein Fernsehschauspieldebüt 1996 in einer Episode der Fernsehserie Akte X – Die unheimlichen Fälle des FBI. Seine erste Filmrolle hatte er 1999 in The Order – Kameradschaft des Terrors als Reverend Miles. 2000 folgte eine Nebenrolle in Final Destination. 2003 stellte er in Scary Movie 3 einen wegen Tracheotomie mit einem künstlichen Sprechapparat ausgestatteten Mann, der während einer Alieninvasion fälschlicherweise vom Präsidenten Baxter Harris, gespielt von Leslie Nielsen, der ihn für ein Alien hielt, bewusstlos geschlagen wurde. 2015 war Hainsworth im Fernsehfilm Once Upon a Holiday in der Rolle des Wally Simpson zu sehen. Im selben Jahr mimte er im Thriller Frozen Money die Rolle des Cormac Leith. Er übernahm 2017 die Rolle des Jim Blackwell in einer Episode der Fernsehserie Bates Motel zudem spielte er in zwei Episoden der Fernsehserie Supernatural zwei verschiedene Charaktere. 

## Filmografie
- 1996: Akte X – Die unheimlichen Fälle des FBI (The X-Files) (Fernsehserie, Episode 4x09)
- 1999: Da Vinci’s Inquest (Fernsehserie, Episode 2x10)
- 1999: The Order – Kameradschaft des Terrors (Brotherhood of Murder) (Fernsehfilm)
- 2000: Final Destination
- 2000: Seven Days – Das Tor zur Zeit (Seven Days) (Fernsehserie, Episode 2x20)
- 2001: Mysterious Ways (Fernsehserie, Episode 1x18)
- 2001: The Black Door
- 2001: L.A.P.D. – To Protect and to Serve
- 2001: Dark Angel (Fernsehserie, Episode 2x03)
- 2002: X-Factor: Das Unfassbare (Beyond Belief: Fact or Fiction) (Fernsehserie, Episode 4x02)
- 2002: They – Sie Kommen (Wes Craven Presents: They)
- 2002: Dead Zone – Das zweite Gesicht (The Dead Zone)
- 2002: Lemonade (Kurzfilm)
- 2002: Dead Zone (Fernsehserie, Episode 1x01)
- 2003: The Delicate Art of Parking
- 2003: Scary Movie 3
- 2004: The Chris Isaak Show (Fernsehserie, Episode 3x04)
- 2005: Stranger in My Bed (Fernsehfilm)
- 2006: Saved (Fernsehserie, Episode 1x05)
- 2006: Seed
- 2006: Unterfinanziert (Underfunded) (Fernsehfilm)
- 2006: Supernatural (Fernsehserie, Episode 1x12)
- 2007: Smallville (Fernsehserie, Episode 6x22)
- 2007: Battlestar Galactica: Auf Messers Schneide (Battlestar Galactica: Razor)
- 2008: Samurai Girl (Mini-Serie, Episode 1x05)
- 2009: Supernatural (Fernsehserie, Episode 4x17)
- 2009: Year of the Carnivore
- 2010: Growing the Big One (Fernsehfilm)
- 2010: Fringe – Grenzfälle des FBI (Fringe) (Fernsehserie, Episode 3x07)
- 2011: Behemoth (Fernsehfilm)
- 2011: The Edge of the Garden (Fernsehfilm)
- 2011: Hiccups (Fernsehserie, Episode 2x02)
- 2012: The Package – Killer Games (The Package)
- 2013: Assault on Wall Street
- 2013: Cedar Cove – Das Gesetz des Herzens (Cedar Cove) (Fernsehserie, 2 Episoden, verschiedene Rollen)
- 2013: Leave Us Alone (Kurzfilm)
- 2014: Cruel & Unusual
- 2014: Black Fly
- 2015: Russell Wahnsinn (Russell Madness)
- 2015: Frozen Money (Numb)
- 2015: The Hollow (Fernsehfilm)
- 2015: Once Upon a Holiday (Fernsehfilm)
- 2016: Interrogation – Deine Zeit läuft ab! (Interrogation)
- 2016: Das 9. Leben des Louis Drax (The 9th Life of Louis Drax)
- 2016: Ice (Fernsehserie, Episode 1x05)
- 2017: Bates Motel (Fernsehserie, Episode 5x01)
- 2018: iZombie (Fernsehserie, Episode 4x04)
- 2019: Dead Zone (Fernsehserie)
- 2019: The Kwerks: Find Your Loud (Kurzfilm)